# Rahim Aliabadi
Rahim Aliabadi (en persa: رحیم علی‌آبادی‎; Ardabil, Irán, 22 de marzo de 1943) es un deportista iraní retirado especialista en lucha grecorromana donde llegó a ser subcampeón olímpico en Múnich 1972.

## Carrera deportiva
En los Juegos Olímpicos de 1972 celebrados en Múnich ganó la medalla de plata en lucha grecorromana de pesos de hasta 48 kg, tras el luchador rumano Gheorghe Berceanu (oro) y por delante del búlgaro Stefan Angelov (bronce).